# Daïra d'El Hassasna
La daïra d'El Hassasna est une circonscription administrative algérienne située dans la wilaya de Saïda. Son chef-lieu est situé sur la commune éponyme d'El Hassasna.

## Communes
La daïra est composée de trois communes .:
- El Hassasna
- Aïn Sekhouna
- Maamora